# Dipartimento di Cerrillos
Cerrillos è un dipartimento argentino, situato al centro della provincia di Salta, con capoluogo Cerrillos.
Esso confina a nord e a est con il dipartimento di Capital, a sud con quello di Chicoana, e a ovest con il dipartimento di Rosario de Lerma.
Secondo il censimento del 2010, su un territorio di 640 km², la popolazione ammontava a 35 789 abitanti, con un aumento demografico del 36% rispetto al censimento del 2001.
Il dipartimento, nel 2001, era suddiviso in 2 comuni (municipios):
- Cerrillos
- La Merced